# Гидирим
Гидирим (рос. Гидирим; рум. Ghidirim) — село в Рибницькому районі в Молдові (Придністров'ї). Розташоване на лівому березі річки Дністер. Село має таку назву понад сто років.
Згідно з переписом населення 2004 року у селі проживало 52,7% українців.